# Djeneba Bamba
Pour les articles homonymes, voir Bamba.
Djeneba Bamba est une joueuse de football malienne née le 5 février 1983 à Bamako, évoluant au poste de gardienne de but. Elle a joué au RC Saint-Étienne et en équipe du Mali féminine.

## Palmarès
- Vice-championne de Division 2 avec le Racing Club de Saint-Étienne en 2007.